# Égalité des chances
 (février 2024).
En tant que valeur sociale, l’égalité des chances est une notion complexe. Le terme égalité est, en effet, polysémique, et donc sujet à interprétation. L’objectivité dans la définition donnée dans cet article sera donc relative, tout comme l’ambiguïté du terme chance, mis au pluriel dans cette expression.

## Approche générale
L’égalité des chances est une exigence qui veut que le statut social des individus d’une génération ne dépende plus des caractéristiques morales, ethniques, religieuses, financières et sociales des générations précédentes, mais uniquement du service qu'ils peuvent apporter à la société, voire à la civilisation. On retrouve là l'article 1 de la déclaration des droits de l'homme : « Les distinctions sociales ne peuvent être fondées que sur l'utilité commune ».
Cette vision de l'égalité des chances constitue l'un des fondements de la théorie de La Justice comme équité de John Rawls : « en supposant qu'il y a une répartition des atouts naturels, ceux qui sont au même niveau de talent et de capacité et qui ont le même désir de les utiliser devraient avoir les mêmes perspectives de succès, ceci sans tenir compte de leur position initiale dans le système social ». Le philosophe américain en fait l'un des deux pans de son « second principe », qui vient après le principe d'égale liberté.
Selon Rawls, « les inégalités économiques et sociales doivent être telles qu'elles soient : (a) au plus grand bénéfice des plus désavantagés et (b) attachées à des fonctions et des positions ouvertes à tous, conformément au principe de la juste égalité des chances ».
Il tire cette approche en inventant une situation initiale, dans laquelle on interrogerait les individus sur la forme qu'ils voudraient d'une société sans qu'ils sachent quelle place ils y auraient. Rawls estime que la plupart des gens voudraient alors la liberté mais aussi cette forme d'égalité des chances.
Cette égalité des chances se rapproche de la notion d'équité. Si les individus ne sont pas plus favorisés ou défavorisés les uns par rapport aux autres, alors seul entrent en compte les résultats individuels (en partie liés aux efforts personnels, en partie à une adéquation plus ou moins grande entre le travail demandé et les dispositions cognitives de chacun) dans la distinction entre les individus. On peut alors considérer l'égalité des chances comme favorisant le développement d'inégalités justes, c’est-à-dire celles étant légitimées par les efforts personnels de l'individu et l'ampleur du travail qui lui sera demandé. Rawls subordonne par ailleurs le second principe de la justice au premier principe qui scelle la « priorité de la liberté » selon laquelle « la liberté ne peut être limitée qu’au nom de la liberté elle-même ».
Dans Droit, législation et liberté (1978), le philosophe et économiste autrichien Friedrich Hayek aborde de manière critique la question de l'égalité des chances. Il considère que l'égalité devant la loi doit primer et que l'égalité des chances concernant les services gérés par le gouvernement (comme l'instruction pour les mineurs) constitue « l'un des points essentiels du libéralisme classique, habituellement caractérisé par l'expression française « la carrière ouverte aux talents » ». Néanmoins, il estime que « dès que l’idée en est étendue au-delà des services que, pour d’autres raisons, doit fournir le gouvernement, cela devient un idéal totalement illusoire, et tout essai de le faire passer dans les réalités risque de créer un cauchemar ». Car d'après lui « de proche en proche, il faudrait en arriver à ce que le pouvoir politique dispose littéralement de tous les éléments susceptibles d'affecter le bien-être de tout un chacun »,.
L'économiste américain Milton Friedman défend une position proche : l'expression ne doit pas s'entendre au sens général selon lui. Elle se rapproche de l'expression utilisée lors de la Révolution française, « une carrière ouverte à tous les talents ». Elle correspond selon cette acception à l'égalité devant la loi, fondement de la démocratie libérale, et est une composante essentielle de la liberté. Friedman l'oppose à la notion d'égalité des résultats, dévoiement radicalement différent et dangereux pour lui.
Pour Patrick Savidan, philosophe et Président de l'Observatoire des inégalités, l'égalité des chances suppose que des moyens importants (santé, logement, éducation, formation, ...) soient socialement mobilisés pour que chaque nouvelle génération et chaque individu au sein de cette génération ait une chance égale. Dans Repenser l'égalité des chances (2007), Patrick Savidan souligne qu'une conception très individualiste de l'égalité des chances ne permet pas d'atteindre cet objectif, mais tend au contraire à renforcer les inégalités. Pour que l'égalité des chances devienne « soutenable », il faudrait selon lui qu'elle produise « des rapports sociaux qui ne rendent pas impossible l'égalité des chances ». Il propose pour cela de l'inscrire dans une perspective plus solidariste.
Dans le débat public, le terme « égalité des chances » renvoie donc souvent à des sens différents. Certains l'utilisent pour désigner l'idée de « carrière ouverte aux talents » et conçoivent donc que les chances sont égalisées dès lors qu'il n'y a pas de discrimination dans l'accès aux positions sociales. Le niveau de compétences doit alors être le seul critère pertinent pour juger de la valeur des candidats à une fonction donnée. D'autres considéreront cette absence de discriminations comme insuffisante pour garantir des chances égales. Ils exigeront qu'il existe dans la société des dispositifs visant à corriger des inégalités de conditions initiales afin d'assurer que les perspectives de réussite des individus ne soient pas largement déterminées par leur milieu social de naissance. Cependant, le sens donné au terme réussite n'est pas le même pour tous. Il peut s'agir de l'opportunité d'occuper une fonction valorisée, situé en haut de la pyramide sociale. Mais on peut également défendre une conception pluraliste de la réussite et estimer que la reconnaissance sociale devrait être mieux répartie dans la société. L'égalité des chances serait alors la possibilité pour tous de développer le talent de son choix et d'être reconnu et estimé dans son activité.

## L'égalité des chances dans l'histoire
« Le régime nouveau sera une hiérarchie sociale. Il ne reposera plus sur l'idée fausse de l'égalité naturelle des hommes, mais sur l'idée nécessaire de l'égalité des chances données à tous les Français de prouver leur aptitude à servir.
Seuls le travail et le talent deviendront le fondement de la hiérarchie française. Aucun préjugé défavorable n'atteindra un Français du fait de ses origines sociales à la seule condition qu'il s'intègre dans la France nouvelle et qu'il lui apporte un concours sans réserve. On ne peut faire disparaître la lutte des classes, fatale à la nation, qu'en faisant disparaître les causes qui ont formé ces classes, qui les ont dressées les unes contre les autres.
Ainsi renaîtront les élites véritables que le régime passé a mis des années à détruire et qui constitueront les cadres nécessaires au développement du bien-être et de la dignité de tous. »

Pour Roland Pfefferkorn, « il s’agissait alors de renouveler les élites et de rompre avec certains aspects de la Troisième République tout en prolongeant les discriminations et le scientisme républicains ».
Cette référence historique  n'est pas revendiquée par les personnes y faisant référence aujourd'hui, la plupart ignorant l’existence de ce discours du maréchal Pétain.

### L'égalité des chances, notion de politique publique en Europe
En Belgique et au Luxembourg, la notion d'égalité des chances s'applique d'abord à l'égalité entre les hommes et les femmes, notamment face aux salaires et métiers, qui dépendent notamment d'un croisement entre les itinéraires professionnels et familiaux. Il existe ainsi un Ministère de l'Égalité des chances au Luxembourg et une direction de l'Égalité des chances dans la Communauté française de Belgique. La notion concerne aussi la lutte contre les discriminations sociales, raciales ou autres. Ainsi, la loi du 15 février 1993 a créé en Belgique le Centre pour l'égalité des chances et la lutte contre le racisme, service public dépendant du gouvernement fédéral.[réf. nécessaire]

### L'égalité des chances en France
Inspirés par le principe de l'« action positive » de John Rawls qui consiste à aider les démunis pour qu'ils puissent avoir les mêmes chances de réussir que les personnes qui possèdent des capacités plus élevées, les pouvoirs publics français ont adopté une loi en 2000 qui oblige les partis politiques à présenter aux élections un nombre de candidats tel que l'effectif des hommes doit être équivalent à celui des femmes. Dans le même esprit, les Zones d'éducation prioritaires (ZEP), adressés aux enfants des milieux défavorisés et où les enseignants sont attirés par des primes spéciales, ont été créés. Le but étant d'augmenter le niveau des élèves concernés afin qu'ils puissent bénéficier, dans le cadre de l'égalité des chances, des mêmes droits que les autres élèves.
Cependant, ces actions peuvent aboutir à une mauvaise allocation des ressources. Tout d'abord, les ZEP peuvent conduire les élèves à niveau plus élevé à quitter ces établissements induisant ainsi une baisse de la moyenne générale. Ensuite, ces institutions spéciales adressées aux élèves moins bons peuvent pousser les enseignants à devenir moins exigeants envers eux, ce qui peut pousser à la déresponsabilisation et à la culture du manque de devoir. Enfin, les aides apportées à travers les ZEP ont pour but lointain l'insertion dans la vie active. Or, afficher son itinéraire de formation ZEP dans les documents de recherche d'un emploi peut désavantager ces candidats. En effet, certains employeurs sont moins favorables à l'idée d'embaucher des personnes aidées sous prétexte qu'ils peuvent être des incapables (par effet de signal).

### Effet de la loi de 2006
En France, la notion d’égalité des chances n’est pas globale : chaque ministère promeut sa propre approche de la notion jusqu’en 2006. En 2006, le gouvernement a déclaré l’égalité des chances « grande cause nationale ». La loi pour l'égalité des chances dont le préambule du projet de loi évoque les inégalités d'accès à l'emploi dont souffrent les habitants des quartiers « défavorisés », sujet central des émeutes de 2005 dans les banlieues françaises, crée l’Agence nationale pour la cohésion sociale et l'égalité des chances (ACSÉ). Renforçant cette loi, un Ministère de l’égalité des chances voit le jour et lance, en lien avec plusieurs ministères, des appels à projets qui vont déboucher sur plusieurs types d’actions :

#### Égalité des chances dans le domaine de l’emploi et des discriminations
Dans le cadre de cette politique en faveur de l'égalité des chances, le gouvernement a innové en faisant appel à des partenaires privés reconnus, comme l'Institut du Groupe Vedior France pour la diversité et l'égalité des chances, pour mener des actions de grande ampleur : l'école de la seconde chance (Ministère de la Défense), les journées sécurité et citoyenneté (Ministère de l'Intérieur).[passage promotionnel]

#### Égalité des chances dans le domaine de l’éducation
En lien avec le ministère de l’éducation nationale, un appel à propositions pour développer l’égalité des chances dans la transition secondaire-supérieure a été lancé. Raccrochant des dispositifs préexistants dans les grandes écoles, comme l'IEP de Paris, avec ses conventions éducation prioritaire, l'ESSEC qui a mis en place en janvier 2003 le dispositif « Une prépa, une grande École, pourquoi pas moi? » et l'association Tremplin, qui œuvre dans d'autres grandes écoles, qui ont été les premiers à mettre en place des dispositifs encourageant les lycéens de quartiers défavorisés à entrer dans des grandes écoles, cet appel à projets a permis également de lancer de nouveaux dispositifs :
- dans d’autres grandes écoles : l’ENS de Lyon avec le programme Trait d'Union ENS[15], L'École polytechnique avec le programme « Une Grande École Pourquoi Pas Moi » dans le cadre des cordées mutualisées de l'Université Paris-Saclay et le centre diversité INSA[16]].
- dans des universités : Paris-Dauphine et le PUP Lyon3[17], Université Jean Moulin Lyon 3.

Afin de pérenniser ces dispositifs et de mettre en commun les actions, la ministre de l’Enseignement supérieur et de la Recherche et la secrétaire d’État chargée de la Politique de la ville lancent le 18 novembre 2008 dans le cadre de la dynamique Espoir banlieues, les Cordées de la réussite. Ces dernières ont pour objet d’introduire une plus grande équité sociale dans l’accès aux formations d’excellence. En 2012, l’éducation nationale compte 326 cordées de la réussite. Les Cordées de la réussite regroupent neuf cent dispositifs actif en 2022 (dont la plupart lycéens) d’être accompagnés et de lutter contre l’autocensure durant leurs études sur l’ensemble du territoire national.

## Égalité des sexes et collectivités territoriales en Europe
Le Conseil des Communes et Régions d’Europe (CCRE) travaille, via sa commission des élues locales et régionales, à la promotion de l'égalité hommes-femmes dans les processus de prises de décision. Il a notamment lancé en 2006 une charte pour l'égalité femmes-hommes. Le but de cette charte consiste à inciter les élus locaux et régionaux à s'engager publiquement à appliquer dans leur municipalité les mesures reprises dans la charte. Quelque 1000 collectivités territoriales en Europe l’ont déjà signée.
- Charte européenne pour l'égalité des femmes et des hommes dans la vie locale[évasif]

## Égalité des chances et grandes entreprises françaises
Les grandes entreprises françaises ont pris conscience de l'enjeu de l'égalité des chances dans le contexte économique actuel. L'égalité des chances fait partie intégrante de la politique de communication institutionnelle. C'est une façon pour les grandes entreprises françaises d'afficher leur ouverture aux problématiques sociales. Toutefois, il s'agit davantage d'un enjeu stratégique qui cache une réalité bien différente. En termes de communication institutionnelle, c'est un procédé pour masquer le versant non-social de certaines d'entre elles, par-delà des licenciements économiques, la pression du management, les stages, et les risques psychosociaux jusqu'aux suicides d'employés et de cadres[réf. nécessaire]. 
La réalité en matière de recrutement n'en demeure pas moins tout autre. Au-delà du principe, l'égalité des chances en matière de recrutement se révèle une illusion, du moins une volonté.[réf. nécessaire]